# Body Talk
"Body Talk" é uma canção da cantora e compositora inglesa Foxes, de seu segundo álbum de estúdio, All I Need (2015). A canção foi lançada no Reino Unido em 24 de julho de 2015 como single.

## Vídeo musical
No intuito de promover a canção, Foxes lançou um vídeo musical em 22 de junho de 2015.

## Lista de faixas
- Download digital[4]

1. "Body Talk" — 3:29

- Download digital – Remixes[5]

1. "Body Talk" (Bakermat Remix) — 3ː46
2. "Body Talk" (Bakermat Remix Instrumental) — 3ː46
3. "Body Talk" (TCTS Remix) — 4ː39
4. "Body Talk" (TCTS Remix Radio Edit) — 3ː34
5. "Body Talk" (TCTS Extended Dub) — 4ː03

## Desempenho nas tabelas musicais

### Posições
| Tabela musical (2015)                 | Melhor posição |
| ------------------------------------- | -------------- |
| Bélgica (Ultratip de Flandres)        | 83             |
| Escócia (Official Charts Company)     | 9              |
| Irlanda (IRMA)                        | 100            |
| Reino Unido (Official Charts Company) | 25             |